# Juvigny-sur-Seulles
Juvigny-sur-Seulles – miejscowość i gmina we Francji, w regionie Normandia, w departamencie Calvados.
Według danych na rok 1990 gminę zamieszkiwało 51 osób, a gęstość zaludnienia wynosiła 14 osób/km² (wśród 1815 gmin Dolnej Normandii Juvigny-sur-Seulles plasuje się na 834. miejscu pod względem liczby ludności, natomiast pod względem powierzchni na miejscu 997.).